# Долиняне
Долиня́не (также долыняне, долешане, долешняне, долишняне, нижняне, влахи, блахы; самоназвание: русины, закарпатцi) — русинская субэтническая группа, населяющая равнинную часть Закарпатья (Подкарпатской Руси) в Украине и ряд прилегающих к этой территории районов в Словакии и Румынии. Язык повседневного общения — закарпатские говоры, которые включаются как в украинский, так и в русинский диалектные ареалы. Также говорят на литературных украинском, русском и других языках. Верующие — главным образом православные Украинской церкви (Московского патриархата), часть — грекокатолики. Исторически образуют основной массив русинского народа, но в настоящее время, согласно переписи 2001 года в Украине, только небольшая часть закарпатских жителей отождествляет себя с русинами, бо́льшая их часть считает себя украинцами. По особенностям культуры и языка выделяют мармарошских, боржавских, ужанских и перечинско-березнянских долинян. Родственные группы — лемки и бойки, от которых долиняне отличаются как культурно-бытовыми чертами, так и происхождением и историей.
Выделение субэтнической (этнографической, этнокультурной) группы долинян, принятое в первую очередь в работах украинских исследователей, разделяется не всеми учёными ввиду отсутствия у долинян осознания себя обособленной группой в составе русинского или украинского народов.

## Ареал и численность
Название долинян происходит от слова «долина», что связано с местами расселения представителей этой субэтнической группы. В отличие от соседних русинских/украинских групп долиняне живут не только в горах, но и в предгорьях и на равнинах Закарпатья. Основной регион, в котором расселены долиняне, включает южные склоны Полонинского хребта, область Вигорлат-Гутинского хребта и граничащую с этими хребтами область Потисской низменности. Указанная территория составляет западные, южные и центральные районы Закарпатской области Украины, а также приграничные с Украиной районы Северо-Восточной Словакии и Северной Румынии. В Закарпатской области долиняне населяют Ужгородский, Мукачевский, Хустский, Тячевский и Береговский районы, в Словакии — район Снина Прешовского края и район Собранце Кошицкого края, в Румынии — жудец Марамуреш.
Область расселения долинян делится на этнографические округа, населению которых присущи специфические диалектные и культурные особенности. К таким округам относятся:
- мармарошский округ, охватывающий низовья и среднее течение рек Тересвы, Теребли и Рики;
- боржавский округ, занимающий междуречье Боржавы и Латорицы;
- ужский округ, размещённый в междуречье Латорицы и Ужа.

Ряд исследователей, в том числе и М. П. Тиводар выделяют также перечинско-березнянский округ в верхнем течении реки Уж и её притоков Люты и Турьи.

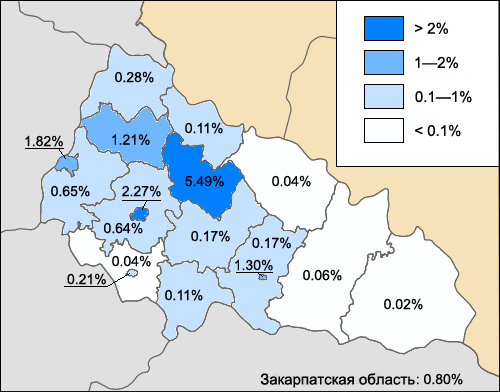
Численность русинов по районам Закарпатской области Украины по данным переписи 2001 года

Границы расселения долинян, как и других карпаторусинских групп не являются чёткими, что позволяет, по мнению И. А. Бойко, выделить переходные бойковско-долинянскую группу (в верховьях реки Теребли и в среднем течении Рики — от села Лозянский до села Подчумаль), бойковско-лемковско-долинянскую группу (в бассейне верхнего Ужа до сёл Улич и Соль) и долинянско-гуцульскую группу (в долине рек Шопурка и Апшица).
По сообщению карпаторусинского учёного Г. Ю. Геровского, исследовавшего говоры русинского языка в 1930-х годах, по правому берегу реки Боржава проходит граница различия формы слова со значением «лишь, только» — к западу от Боржавы она имеет форму лем, а к востоку — лиш, из-за чего носители соответствующих говоров получили «прозвища» «лемакы» и «лишаки».
По оценочным данным 2014 года численность долинян составляла до 1,1 млн человек, из которых большинство жило на Украине — около 980 тысяч человек.

## Язык
В быту долиняне используют местные закарпатские говоры, которые также называют среднезакарпатскими, подкарпатскими, южнокарпатскими или долинянскими. Согласно традициям украинской диалектологии, данные говоры наряду с бойковскими и лемковскими включаются в состав карпатской группы юго-западного наречия украинского языка. Исследователи, признающие самостоятельный русинский язык, относят закарпатские говоры наряду с бойковскими к восточной группе говоров карпаторусинского языка, противопоставляя их лемковской, или западной, группе говоров. Также среди долинян на территории Украины распространены украинский и русский литературные языки, а на территориях сопредельных с Украиной государств долиняне владеют венгерским, румынским и словацким языками.
Г. Ю. Геровский в классификации, опубликованной им в 1934 году, выделил в ареале долинянской группы пять диалектных областей: южномармарошскую, бережскую, северномармарошскую, ужскую и переходную к лемковской восточноземплинскую область. Общей чертой говоров долинян автор назвал сохранение разноместного и подвижного ударения, а также наличие гласных у и ÿ на месте праславянских о*, е* в новозакрытых слогах. Новую классификацию закарпатских русинских говоров представил советский и украинский лингвист И. А. Дзендзелевский, работавший во второй половине XX века над «Лингвистическим атласом украинских народных говоров Закарпатской области Украины». В области расселения долинян он выделил три основных группы говоров: мармарошскую (восточнозакарпатскую) (в междуречье Шопурки и Рики), боржавскую (центральнозакарпатскую) (в междуречье Рики и Латорицы) и ужскую (западнозакарпатскую) (в междуречье Латорицы и Ужа). Наиболее характерной чертой для мармарошских и ужских говоров автор назвал переход в новозакрытых слогах о > у, е > і, ‘у — кун’ «конь»; ôс’ін’ «осень», прин’ýс «принёс», для боржавской — переход о > ÿ, е > і, ÿ — кÿн’; ôс’ін’, принÿ́с. К особенностям ужских говоров автор отнёс влияние языковых элементов соседних бойковских и лемковских говоров.

## История формирования
Закарпатская общность долинян сформировалась в VII—IX веках. Основой этой общности стало местное восточнославянское население, относившееся к племени белых хорватов, и отчасти выходцы из земель, занимаемых другими восточнославянскими племенами. В дальнейшем в XIII—XVII веках в состав долинян вливались сербы, восточнославянские переселенцы из Галиции и Центральной Украины, а также немногочисленные группы венгров и немцев. С X века земли долинян находились в сфере влияния Киевской Руси, а с XI по начало XX века входили в состав Венгерского королевства. В результате длительных межэтнических контактов с соседними народами русины-долиняне испытали культурно-языковое влияние венгров, под властью которых находились, а также культурно-языковое влияние словаков (в северо-западных районах Закарпатья) и румын (в юго-восточных районах Закарпатья). К первой половине XVIII века в Закарпатье была окончательно принята церковная уния, но на рубеже XIX—XX веков началось возвращение долинян в православие. В 1919—1939 годах земли закарпатцев стали частью Чехословакии, а с 1944 года — вошли в состав Украинской ССР (с 1991 года — независимой Украины). Формирование русинской идентичности после Второй мировой войны сменилось распространением украинского этнического самосознания. С конца 1980-х — начала 1990-х годов в Закарпатье отмечаются попытки возрождения русинского национального движения.

## Культурно-бытовые особенности

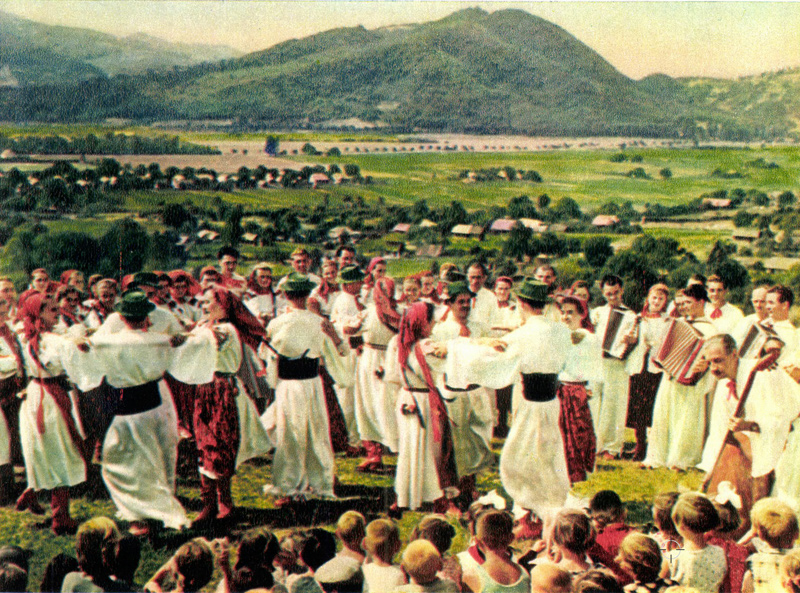
Народный ансамбль песни и танцев «Боржава» (село Долгое, 1962 год)

В чертах быта, культуры и в типе хозяйства у долинян сочетаются особенности, характерные как для населения равнин, так и для населения предгорных и горных областей.
Наряду с пашенным земледелием у долинян распространено скотоводство, в том числе и отгонное. Возделывают кукурузу, пшеницу, рожь. Разводят крупный и мелкий рогатый скот, свиней. Важную роль в хозяйстве играют садоводство, виноградарство (включая виноделие), лесозаготовки и деревообработка. Среди наиболее характерных традиционных блюд отмечаются токан (кукурузная мамалыга), а также разного рода молочные и мучные блюда. Дома долинян — срубные, обмазанные глиной и побелённые, кровельный материал — солома, дранка или гонт. По переднему фасаду дома выстроена открытая галерея, называемая ганок. У боржавских и ужанских долинян, занимавшихся в основном земледелием, преобладал компактный тип поселения (усадьбы располагались в цепочку, в ряд или в два ряда), у мармарошских долинян, у которых важную роль в хозяйстве играло скотоводство, преобладала рассеянная планировка села (с расстоянием между усадьбами от нескольких сотен метров до нескольких километров). В народном костюме и в музыкальном фольклоре долинян представлены как архаичные славянские элементы, так и заимствования у соседних народов (венгров, румын). Основной материал традиционной одежды долинян — конопляное полотно. Мужскую и женскую одежду составляли длинная туникообразная рубаха, белая суконная куртка типа свиты (гуня) и кожаная обувь (постолы). Мужчины носили короткие полотняные штаны, фартуки-шурцы, широкий кожаный ремень (чэрэс). Женщины носили ситцевые юбки, короткие блузы-безрукавки, жилеты из сукна или из хлопка (камизолька), платья на кокетке, суконные куртки (уйош), чепцы, чёрные шерстяные платки и т. д. Устное творчество долинян представлено свадебными (ладканки) и бытовыми песнями (спиванки, карички). Как и у гуцулов ритмическая музыкальная основа у долинян — формула коломыйки. Из танцев наиболее известен чардаш, который проник в Закарпатье сравнительно поздно — в начале XX века. Основу инструментальной музыки составляют ансамбли с флейтами, скрипками, басами и цимбалами.